# Buḩayrat Sittat ‘Ashar Tishrīn
Buḩayrat Sittat ‘Ashar Tishrīn (arabiska: بحيرة 16 تشرين) är en reservoar i Syrien.   Den ligger i provinsen Latakia, i den västra delen av landet, 240 kilometer norr om huvudstaden Damaskus. Buḩayrat Sittat ‘Ashar Tishrīn ligger 71 meter över havet. Arean är 7,2 kvadratkilometer. Den sträcker sig 3,7 kilometer i nord-sydlig riktning, och 7,6 kilometer i öst-västlig riktning.
Trakten runt Buḩayrat Sittat ‘Ashar Tishrīn består till största delen av jordbruksmark. Runt Buḩayrat Sittat ‘Ashar Tishrīn är det tätbefolkat, med 493 invånare per kvadratkilometer.